# Arta (cratera)
Arta é uma cratera marciana. Tem como característica 4 quilômetros de diâmetro. Deve o seu nome a Arta, uma localidade situada na Rússia.